# G-za
Dzsiiza, korábban G-za, Mr.G-za, született Horváth Géza Dávid (Pécs, 1989. november 13. –) magyar hiphop énekes.

## Zenei karrier
Mr.G-za néven 2005-ben kezdett el rappelni Pécsett. Első ismert dala a városról készült Piszkos dél című szám volt. 2008-ban a Bandita születik elnevezésű Dopeman által rendezett tehetségkutatón bekerült a legjobb 10 közé. 2011-ben a Hip-Hop Contest tehetségkutatón harmadik helyezett lett és még ebben az évben a PVSK-Panthers csapatának készített indulót majd szerzői kiadásban megjelent Universal című szólólemeze. 2014-ben újabb indulót készített Eniel-el karöltve a PVSK kosárlabda-csapatnak Dobd a labdát címmel. 2017-ben megjelent második lemeze „Evidence” címmel. Mai napig aktív, dalai hallgatottsága már átlépte a 40 millió kattintást.

## Diszkográfia

### Albumok
- 2009 – Az én CD-m LP
- 2010 – Csak egy kicsit CD1
- 2010 – Csak egy kicsit CD2
- 2011 – Universal
- 2012 – Itt a G-Za Mixtape
- 2017 - Evidens

### Videóklipek
2022 - A boldogság a fegyver (Daps)
2021 - Játékszer (RZR)
2021 - Szilánk
2020 - 500LE (Norbee)
2020 - Hazug
2020 - Tesó (Mes)
2020 - Változom (Wanted Razo, Iron)
2020 - Átlagos gyerek (G-Lew, Wukovics Zoli)
2020 - Figyelj rám (Wukovics Zoli, Varga Tündi)
2020 - Amiket neked mondtam
2020 - Nem kell (Varga Tündi)
2020 - Az utolsó dal 
2019 - Románc (Varga Tündi)
2019 - Fél 10 (Gé)
2019 - Nagybavagy (CP)
2019 - Vér (Varga Tündi, Wukovics Zoli)
2019 - Fegyver
2019 - Pokol
2018 - EscortMeló (Dzsí, Awful)
2018 - Bakancslista (Eniel, G-Lew)
2018 - Átok (Wukovics Zoli)
2018 - Züllök minden éjjel (Dzsí, MVP)
2018 - Vietnam (Eniel, G-Lew)
2017 - Arról álmodom (Wukovics Zoli)
- 2017 – Ha feltámad a szél
- 2017 – Ne sírj (Wukovics Zoli)
- 2017 – Mámor (Hekiii)
- 2017 – Baby blues
- 2017 – A hajadat fújja a szél
- 2017 – Csak te meg én
- 2017 – szarok én rá
- 2016 – Kamubarát (Daps)
- 2016 – Elhagytam a nadrágom (Kyllynts)
- 2016 – Hozzád hasonló nincsen (HRflow)
- 2016 – Te vagy
- 2015 – Mindenki úgy szeret (Eniel)
- 2015 – Úgy, mint régen (Lilo)
- 2015 – Anyukámnak
- 2015 – Végtelen
- 2015 – Üresen áll a szobánk (HRflow)
- 2015 – Remény (Daps, Lily)
- 2014 – A swag meg a kemping
- 2014 – Nők, pia, nyár (Freddy)
- 2014 – Küzdelem a végsőkig (Hekiii)
- 2014 – Nem veszíthetlek el (HRflow)
- 2013 – Minden ami fáj (Freddy, Lily)
- 2013 – 6 nap (Freddy)
- 2012 – FapFap (Freddy)
- 2012 – Piszkos dél
- 2011 – Veled minden perc ajándék (remix) (Rapresent)
- 2011 – Na mi a helyzet tesó
- 2011 – Kicsilány
- 2011 – Baby
- 2011 – Mindig amit nem lehet (Russman)
- 2011 – Bármerre járok
- 2010 – Celebvizsga (Freddy, Funn Man)
- 2010 – Szeresd Vagy Utáld (G-lew)
- 2010 – Támad a dél (Freddy, G-lew)

## Külső hivatkozások
- Dzsiiza hivatalos YouTube oldala
- Dzsiiza hivatalos Instagram oldala
- Dzsiiza hivatalos Facebook oldala